# 馬利基耶

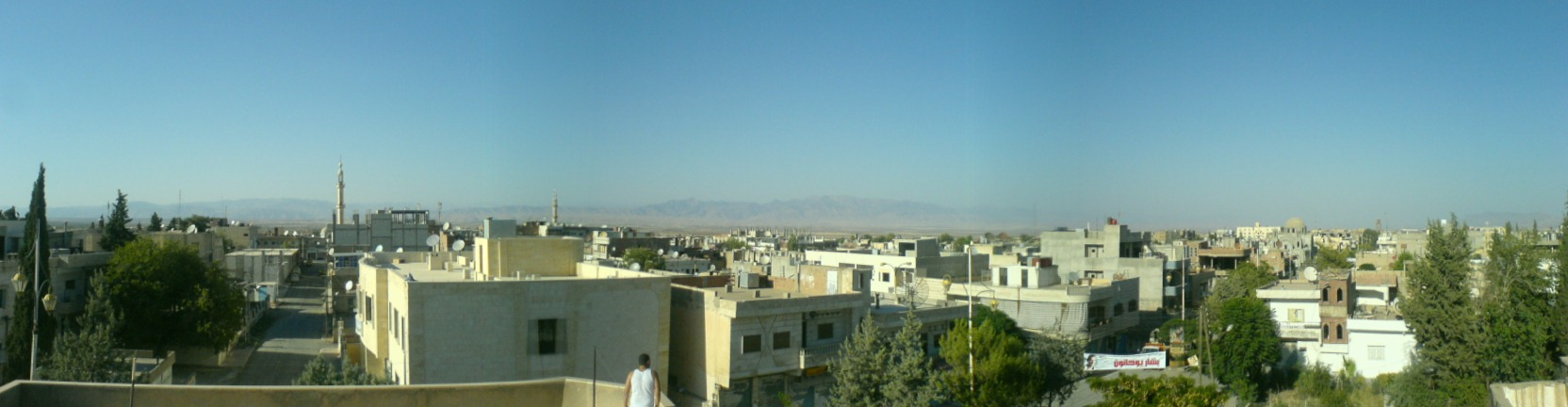

馬利基耶，又称德里克（羅馬化：al-Mālikīyah，羅馬化：Dêrika Hemko），是敘利亞的城鎮，由哈塞克省負責管轄，位於該國東北部，距離首府哈塞克約190公里，毗鄰與土耳其接壤的邊境，海拔高度500米，2008年人口18,814。
目前為以敘利亞庫德族為主的敘利亞民主力量，旗下叙利亚民主委员会的辦公處所。